# ヒルデガルト (小惑星)
ヒルデガルト (898 Hildegard) は小惑星帯に位置する、比較的離心率の大きな小惑星である。ハイデルベルクのケーニッヒシュトゥール天文台でマックス・ヴォルフによって発見された。
中世ドイツのベネディクト会系女子修道院長で、宗教劇の作家、伝記作家、言語学者、詩人でもあるヒルデガルト・フォン・ビンゲンから命名された。